# Burlington (Vermont)
Burlington é a cidade mais populosa do estado norte-americano de Vermont e a sede do condado de Chittenden. Foi fundada em 1783 e incorporada em 1865.
É a terra de origem da banda musical Phish e sede da empresa Ben & Jerry's.
O primeiro cargo político eleito de Bernie Sanders, que mais tarde se tornou Senador dos Estados Unidos, foi como prefeito de Burlington.

## Geografia
De acordo com o Departamento do Censo dos Estados Unidos, a cidade tem uma área de 40,1 km², dos quais 26,7 km² estão cobertos por terra e 13,4 km² (33,4%) por água.

## Demografia
Desde 1900, o crescimento populacional médio, a cada dez anos, é de 7,7%.

### Censo 2020
De acordo com o censo nacional de 2020, a sua população é de 44 743 habitantes e sua densidade populacional é de 1 675,5 hab/km². Seu crescimento populacional na última década foi de 5,5%, acima do crescimento estadual de 2,8%. É a cidade mais populosa do estado.
Possui 18 282 residências que resulta em uma densidade de 684,6 residências/km² e um aumento de 8,2% em relação ao censo anterior. Deste total, 4,8% das unidades habitacionais estão desocupadas. A média de ocupação é de 2,6 pessoas por residência.

### Censo 2010
Segundo o censo nacional de 2010, a sua população era de 42 417 habitantes e sua densidade populacional de 1 588,4 hab/km². A cidade possuía 16 897 residências que resultava em uma densidade de 632,78 residências/km².

## Marcos históricos
O Registro Nacional de Lugares Históricos lista 54 marcos históricos em Burlington. O primeiro marco foi designado em 16 de abril de 1971 e o mais recente em 2 de junho de 2021, o Converse Hall.